# Ушаков, Павел Анатольевич
Павел Анатольевич Ушаков (30 августа 1927, Шостка — 1999) — российский учёный-теплофизик, доктор технических наук, профессор, заслуженный деятель науки РФ.

## Биография
Родился 30 августа 1927 года в г. Шостка в семье врачей, вырос в Камышине (В 1942—1943 гг. в эвакуации в Чувашии).
Окончил Камышинскую среднюю школу № 1 (1945) и Московский энергетический институт (1951) по специальности теплофизика.
В 1951—1999 гг. работал в ФЭИ (Физико-энергетический институт, Обнинск), последняя должность — главный научный сотрудник.
Основатель и первый руководитель (1956—1970) Лаборатории моделирования теплогидравлических процессов в ЯЭУ с жидкометаллическими теплоносителями. С 1970 по 1995 г. заведующий научным отделом.

## Награды и звания
Доктор технических наук, профессор.
Заслуженный деятель науки РФ (7 июня 1996 года). Награждён орденами Трудового Красного Знамени, «Знак Почёта» и медалями.

## Научная деятельность
Научные интересы: теплофизика и гидродинамика реакторов, теплогидравлическое моделирование быстрых реакторов.
Автор более 100 публикаций.

### Сочинения
- Теплогидравлические исследования жидкометаллических реакторов: П. А. Ушаков; Гос. науч. центр Рос. Федерации — Физ.-энерг. ин-т им. А. И. Лейпунского. — Обнинск: ГНЦ РФ — ФЭИ, 2002 (ОНТИ, ФЭИ). — 199 с., [3] л. фот.: ил.; 25 см.
- Метод обобщения температурных полей и теплоотдачи в треугольных и четырехугольных решетках цилиндрических ТВЭЛов [Текст] / П. А. Ушаков, А. В. Жуков, Н. М. Матюхин. — [Обнинск]: [б. и.], 1969. — 81 с.: ил.; 27 см.
- Теплообмен в энергооборудовании АЭС [Текст]: сборник научных трудов / АН СССР, Отд-ние физ.-техн. пробл. энергетики, Науч. совет по комплекс. пробл. «Теплофизика и теплоэнергетика»; отв. ред. П. А. Ушаков, Г. Г. Шкловер. — Ленинград: Наука: Ленинградское отд-ние, 1986. — 232 с.: ил.; 22 см.